# Lynda Lemay
Lynda Lemay (nascuda el 25 de juliol de 1966 a Portneuf, Quebec, Canadà) és una cantant quebequesa, coneguda per les seves cançons amb històries.
Després d'estudiar literatura, mostrà un talent per a l'escriptura que li va valer el premi d'Autor-compositor-intèrpret, el 1989, al Festival Internacional de la Cançó de Granby.
Va donar-se a conèixer a França el 1995 amb el tema La visita. En aquesta cançó descriu la hipocresia de les reunions familiars. Els textos de Lynda Lemay fan burla de tot allò que envolta la vida quotidiana, amb temes com Chéri, tu ronfles (Estimat, ronques!).
El 1996, va guanyar el premi especial i el Premi del Públic de la cançó Trampolí Hauts-de-Seine.
El gener de 2005, va presentar per primera vegada a França la seva òpera popular Un hivern etern. Una història d'amor i odi. El 7 de setembre de 2010, Lynda Lemay llançar el seu dotzè àlbum titulat Blessée (Ferida).
Va estar casada diversos anys al Quebec amb l'actor Patrick Huard, amb qui va tenir una filla nascuda el 1997. Després de tres anys, va ser la parella del comediant Laurent Gerra. El 2005 es va tornar a casar Michael Weisinger: tenen una filla nascuda el 2006.

## Discografia
- 1990. Nos rêves
- 1994. Y
- 1999. Live
- 2000. Du coq à l'âme
- 2002. Les lettres rouges
- 2003. Les sécrets des oiseaux
- 2005. Un paradis quelque part
- 2006. Un éternel hiver
- 2006. Ma signature
- 2007. 40/40
- 2008. Allô c'est moi
- 2010. Blessée